# Aleksej Spirin
Aleksej Nikolaevič Spirin (in russo Алексей Николаевич Спирин?; Ruzaevka, 4 gennaio 1952 – 31 gennaio 2024) è stato un arbitro di calcio russo.

## Biografia
Dopo le lauree in ingegneria, fisica e matematica conseguite a Mosca, si dedicò completamente alla carriera arbitrale e nel 1982 fu ammesso a dirigere nel massimo campionato sovietico.
Nel 1986 giunse la promozione al rango di arbitro internazionale (uno dei più giovani a livello UEFA) e da quel momento si susseguirono i riconoscimenti prestigiosi:
- nel 1987 fu convocato per i Mondiali Under-17 FIFA in Canada;
- nel 1988 fu selezionato per il torneo calcistico all'Olimpiade di Seoul;
- nel 1989 la FIFA lo chiamò ancora per un torneo giovanile, i Mondiali Under-20 in Arabia Saudita;
- nel 1990 arrivò la designazione per i Mondiali di calcio in Italia, dove si esibì nel match Germania Ovest-Emirati Arabi Uniti, vinto dai tedeschi 5-1;
- nel 1991 toccò il picco della carriera, arbitrando la finale di andata di Coppa UEFA 1990-1991 tra Inter e Roma;
- nel 1992 fu protagonista nella fase finale degli Europei di calcio in Svezia, dove arbitrò la sfida tra i padroni di casa e la Francia.

Con la disgregazione della Confederazione Sovietica, anche Spirin decise di smettere di arbitrare dedicandosi alle mansioni di osservatore e prestando servizio anche per conto dell'UEFA.